# Rotastic
Rotastic est un jeu vidéo d'action développé par Dancing Dots et édité par Focus Home Interactive, sorti en 2011 sur Windows, PlayStation 3, Xbox 360.
Il sort également sur iOS et Android sous les titres Knights of the Round Cable et Super Knights.